# 西敏站
西敏站（英語：Westminster tube station）位於英國倫敦西敏市，是倫敦地鐵環線、區域線及朱比利線交會的地鐵站。本站設在橋街（Bridge Street）及維多利亞堤道的路口、泰晤士河西岸，與英國國會附樓——保得利大廈共構，附近有西敏宮（國會廳舍）、西敏寺、國會廣場、西敏橋、倫敦眼、白廳等景點，離唐寧街、財政部、外交部、西敏千禧碼頭、最高法院、戰爭紀念碑及韓戰紀念碑亦不遠。
本站分為兩個部分，即區域線、環線共用的淺層月台（sub-surface platforms）和朱比利線使用的深層月台（deep level platforms）。淺層月台於1868年完工，為大都會區域鐵路在內環線（Inner Circle，環線前身）上最早開業的車站之一，並且曾經有多種營運模式的列車停靠；深層站體則於1999年啟用，為朱比利線綠園站－斯特拉特福站延伸段的其中一站。在深層站體施工期間，淺層站體也連帶進行了全面改建，以與朱比利線月台和保得利大廈共構。整修完畢之後的西敏站，車站設計以樸實和簡潔為主，塑造出具有前衛感的站內景觀，也獲得了英國數個建築類獎項。

## 歷史

### 淺層站體
本站是蒸氣火車客運業者——大都會區域鐵路（MDR、區鐵；今區域線）於1868年12月24日開幕的車站，最初的站名為「西敏橋站」（Westminster Bridge），所屬路線則是該公司一條起自南肯辛頓站的鐵道。由於通車初期的西敏橋站為該線一期路段的東端終點，因此在站體東緣設有一道水泥牆，以及緩衝用枕木。

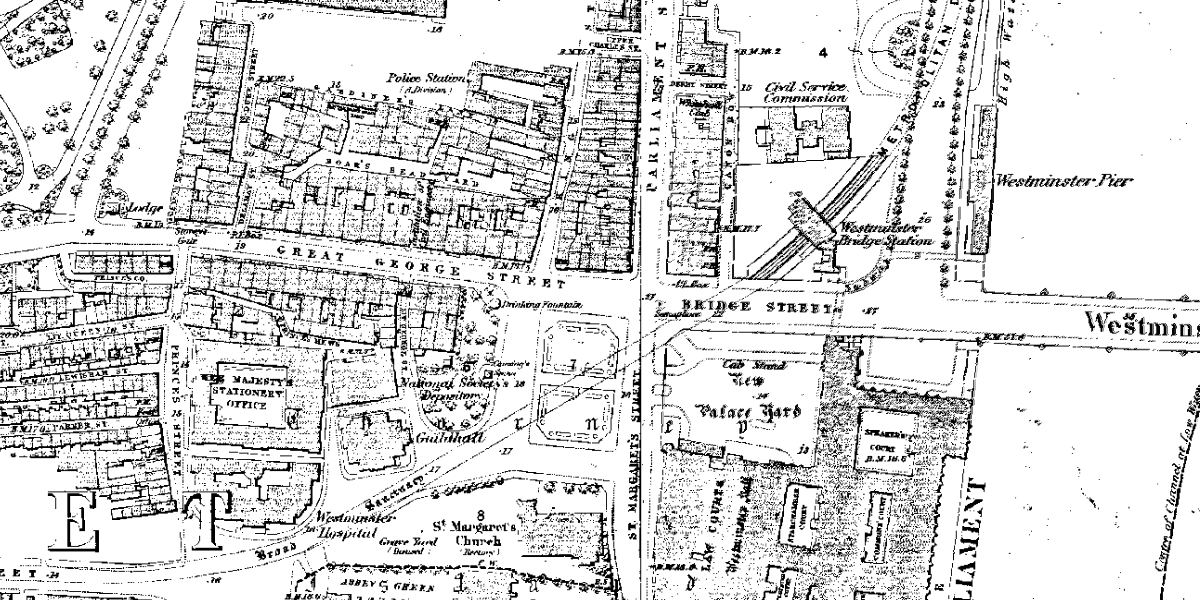
英國地形測量局繪製於1878年的西敏站週邊地圖，圖中可見地鐵隧道

由本站往西的行車隧道則是以明挖回填法建成，朝西南方對角穿越國會廣場後，沿大聖所路（Broad Sanctuary）、托西爾街（Tothill Street）的下方鋪設，前往聖詹姆士公園。由於大聖所路底下的隧道靠近西敏寺和聖瑪格麗特教堂，地質又不穩固，因此在挖掘時必須謹慎作業，以免破壞教堂的結構體。
通車之後的西敏橋站擁有兩座側式月台，邊緣為了配合軌道線型而蓋成弧狀。第一代車站的地面建築只是臨時性結構，位於月台正上方的街區，而且地下乘客候車區僅由雨棚遮擋，而不像區鐵的其他站一樣設有玻璃屋頂。出站的通道可前往橋街，還有另一條地道橫越馬路下方、通至國會，於1868年開工、1870年投入使用。前英國首相威廉·格萊斯頓於1898年逝世時，其遺體曾由護送隊運過這條地道。

#### 營運模式的更迭
1870年5月30日，區鐵從西敏往東通到黑衣修士站，使得西敏橋站不再是東端終點站。在當時，雖然本站隸屬於區鐵，但經過此處的「內環線」實為一條聯營鐵路。在該線上營運的另一家業者——大都會鐵路（MR、都鐵；今大都會線）儘管與區鐵是競爭關係，不過兩者的路線於南肯辛頓站銜接，列車也可以與對方的軌道直通運行，因此西敏橋站內有區鐵、都鐵兩家公司的車可以搭乘。1872年2月1日，區鐵另自倫敦西邊的伯爵宮站增設一條線，以連接北邊的西倫敦延伸線（WLEJR，今西倫敦線），此兩路段構成的「外環線」亦沿著區鐵主線隧道開通至西敏橋站、和當時的區鐵東端終點——市長官邸站，其營運業者則是北倫敦鐵路。
自1872年8月1日開始營運的「中環線」亦行經本站，路線上行走的車輛除了大都會區鐵外，還包括了漢默史密斯及城市鐵路（H&CR）的列車。1907年，西敏橋站正式更名為西敏站，以避免與貝克盧線的西敏橋路站（Westminster Bridge Road，今蘭貝斯北站）混淆。1908年12月31日起，外環線列車不再行經區鐵的軌道和西敏站。

#### 改造

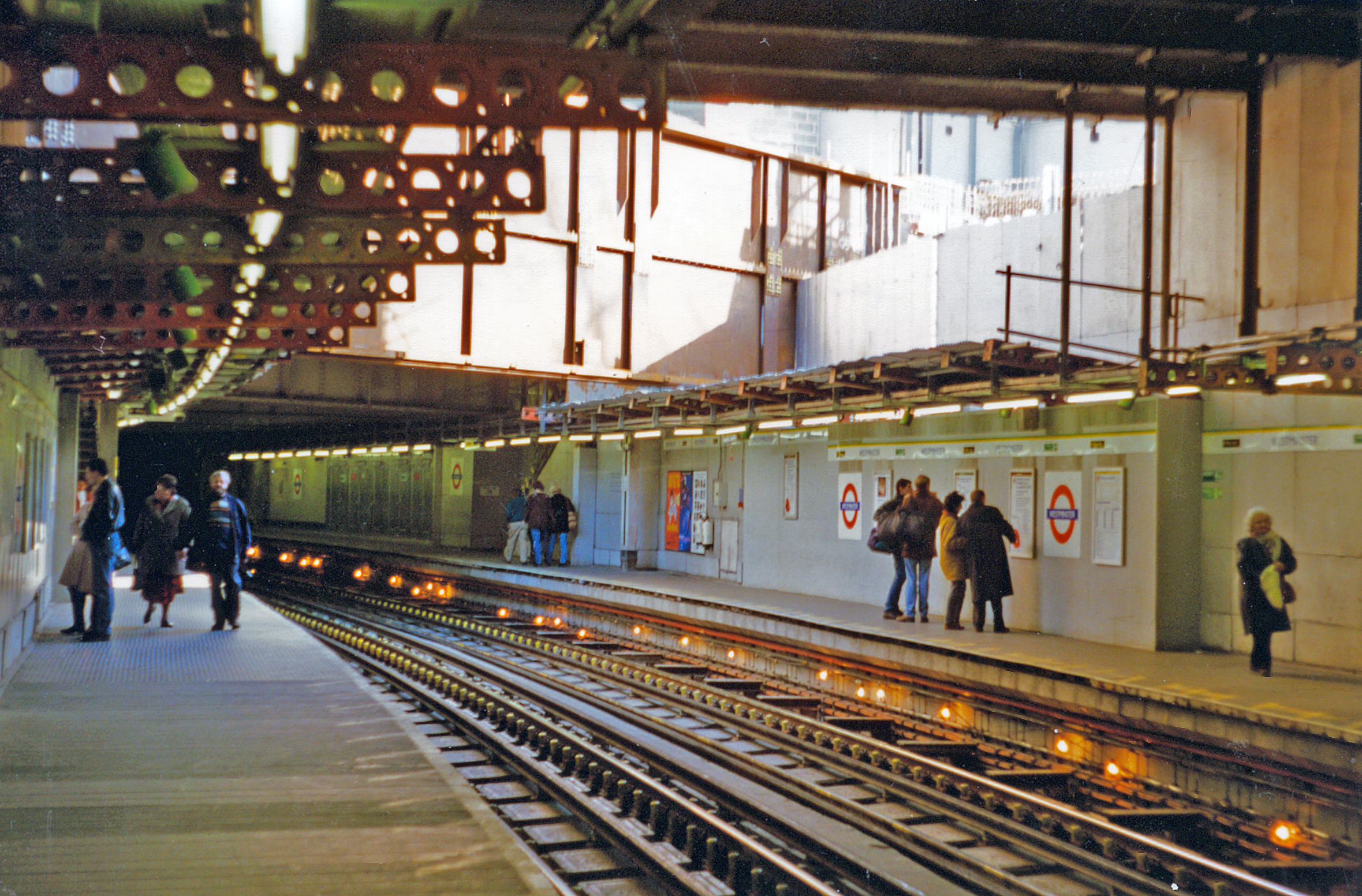
因應朱比利線施工而進行翻新的淺層站體東行月台（圖左）和西行月台（右），軌道上方可見到保得利大廈工地。攝於1996年。

西敏站的入口在1890年代中期以後，整併為一棟更大的車站建築。建築師查爾斯·霍登在1922年為本站設計橋街一側的新入口和穹頂，1924年時又設計了東側的維多利亞堤道入口，外部是樸素的水泥抹灰牆面，這兩個入口在霍登替倫敦地下電鐵公司操刀的諸多車站設計案中，是最早的一批作品。月台層後來也在霍登的安排下，大量使用綠、藍、黑、白等色的磁磚裝潢翻新。這樣的設計還沿用到倫敦地鐵的許多車站中，例如本站隔壁的聖詹姆士公園站仍可見到霍登的磁磚圖案。1949年，經過西敏站的內環線更名為環線，並且在地鐵圖上標示為獨立路線。
1962年後期至1964年初之間，西敏站的月台末端實施拓建，以便於八節編組的列車停靠。因此車站北側、倫敦警察廳本部舊址（今諾曼·肖大樓）下方的隧道也謹慎地進行了擴大工程。1980年代時，本站唯一的售票大廳和狹窄的通道漸漸無法應付劇增的旅客人次。1990年代，全站為了配合朱比利線延伸段的進場，而得在維持營運的情況下進行全面翻修。由於2期國會新樓工程（NPB2；即保得利大廈）預定與西敏站的擴建工程共構，但英國下議院要求新樓的地面層必須與外面的街道高度一致，才能設置大門口，而這樣會導致地鐵站體與大廈之間的淨空高度嚴重縮減。因此在朱比利線施工期間，環線／區域線月台區有長達130（430英尺）的部分下挪了30（12英寸），騰出保得利大廈需要的空間。

### 深層站體
當朱比利線的一期路段在1970年代進行規劃時，二期路段的預定路線並未經過西敏站，而是延伸到本站北邊的查令十字站，再往東通至倫敦城、伍利奇和泰晤士米德。後來為了替發展中的倫敦碼頭區和倫敦東南部提供交通建設，才將路線改為由西敏站穿過泰晤士河，再向東串連起滑鐵盧站、倫敦橋站和碼頭區。
路線敲定之後，西敏站周邊的建築為了配合朱比利線延伸段工程而予以拆毀，使用中的舊站體亦進行全面改建。下議院的特別委員會也根據開會討論的結果，決定讓朱比利線的西敏站工程、與車站上方的國會新樓工程合併執行。西敏站的新站體因此直接設到維多利亞堤道、橋街交叉口西北側的淺層車站（同時也是大廈預定地）下方。地鐵站和大廈均由霍普金斯建築師事務所設計。

#### 初期構思

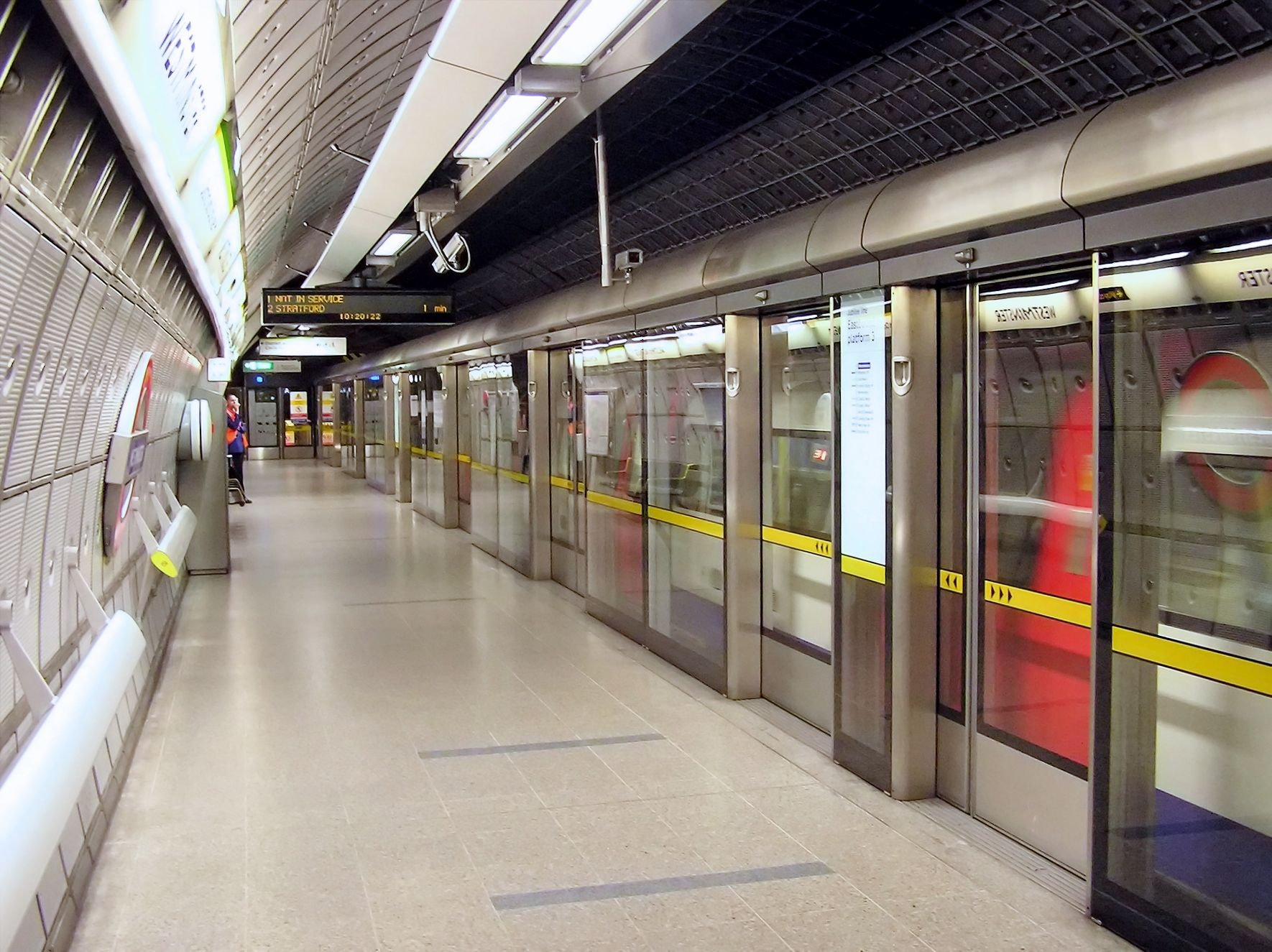
深層站體內的朱比利線東行月台，圖中視野朝向東端。

在西敏站的初期設計方案、可行性研究和1989年的國會法案中，預定要將售票大廳的數量增為兩座。除了橋街、維多利亞堤道路口旁的舊大廳外，還計劃在國會廣場下增設第二座大廳，然後以地下道通往周邊各出口和現有站體。朱比利線的兩座月台則蓋成分離式島式月台，中間設置穿堂與新大廳連接。但在1990年時，英國政府宣布了國會附樓的興建，並將西敏站上方街區指定為建築基地。地鐵設計團隊審視了國會提出的方案後，認為在國會廣場下興建售票大廳的計畫，可能會因為環境衝擊等因素，招致委員會反對，而各利益相關方也都不接受這樣的選址。在經過了一番爭議之後，才決定將朱比利線的大廳與環線／區域線大廳合而為一。
除此之外，朱比利線的走線也增添了興建上的難度，兩條隧道要穿越的不僅是施工期間必須照常運作的環線／區域線站體，還有大笨鐘、西敏宮等歷史性建築雲集的大喬治街（Great George Street）和橋街。本站亦鄰近一些重要的公共管線，包括一條管徑8英尺（2.4）、服務著倫敦20%人口，且從1870年左右就已存在的磚造下水道，另外還有一條直徑30英寸（76）的高壓自來水管，供水範圍同樣涵蓋了倫敦一大塊區域。整個工區的腹地因此顯得更加局促狹小。
施工團隊為了解決種種難題，將香港地鐵（今港鐵）在興建港島線諸站時常用的標準工法引入了西敏站，於施工地點朝下開挖一個稱作「車站箱體」的深度空間，內部設置車站大廳、電梯和電扶梯通道，同時讓兩條潛盾隧道從箱體外部經過、並內建月台。如此一來，不但可以加快建造進度、降低對周邊街坊的干擾，又能讓隧道鑽過車站、國會大廈及西敏橋之間的空隙，而避免挖開路面。

#### 興建情形

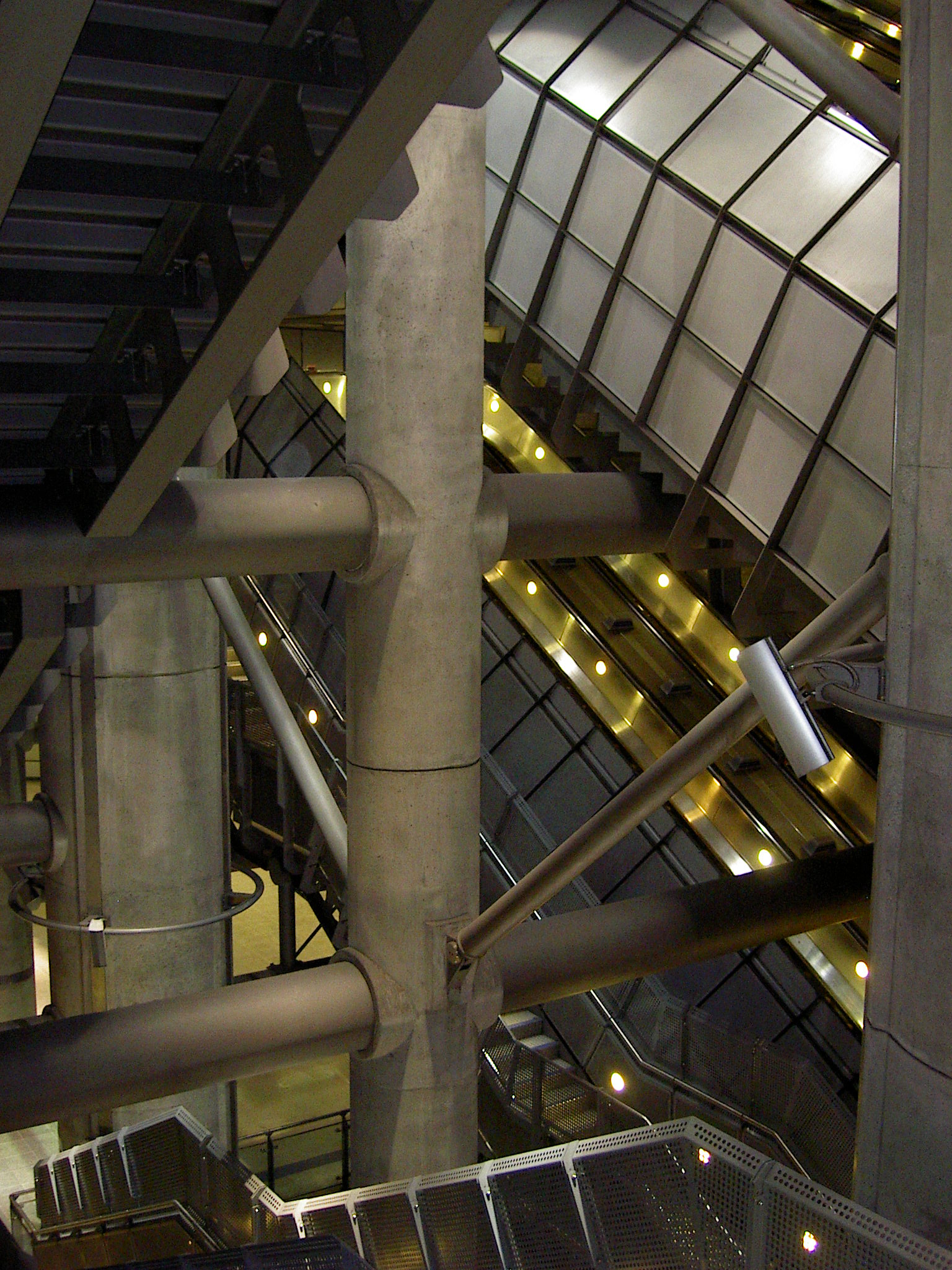
西敏站深層站體內的電扶梯、垂直樑柱和水平鋼骨。

《1992年倫敦地鐵法令》（London Underground Act 1992）和《1993年倫敦地鐵（朱比利線）法令》（London Underground (Jubilee) Act 1993）頒布之後，朱比利線的延伸工程獲得了國會方面的批准。1993年10月時，西敏站、綠園站及滑鐵盧站之間的朱比利線延伸段工程正式開工。
朱比利線的深層站體工程中，最大的部分是一座位在淺層站體下面、深達地底39（128英尺）處、長寬各約74（243英尺）和28（92英尺）的大規模箱狀空穴，以容納通往朱比利線月台的電扶梯。這個浩大的地洞是個接近10層樓的結構體，也是倫敦市中心有史以來最深的挖掘工程和地下洞室，其外牆由混凝土連續壁構成。連續壁本身的高度約60（200英尺），底端深達地下68（223英尺）處，壁體及牆下段的底板結構體先於1994年12月施建完成之後，才從連續壁內部展開「由上而下」的挖掘作業。這部份的工程於1995年9月開始、於1997年9月宣告完成。
箱型站體開挖期間，工程隊將高載重力的基樁打穿倫敦黏土層、深入更下方的伍利奇和雷丁層（Woolwich-and-Reading Beds），地質鑽探的深度則達到了地下70（230英尺）至80（260英尺）處。而在結構體內部，為了使完工後的空間在視覺上更顯寬敞、並改善空氣流通，設計團隊摒除了原先的港式方案中所具備的間壁和隔板，把站體的上下樓層打通，在中央樹立數根垂直樑柱，並將水平的大型鋼骨架設在兩端的內牆之間。電扶梯則穿插在其中通過。
車站箱體南側則是行經橋街下方、兩條內徑7.4（24英尺）的管狀潛盾隧道，朱比利線月台／路軌即內建於這兩條隧道之中，上下排成側式疊式月台的格局，以免與大笨鐘過近。底層的西行月台建在地下30（98英尺）處，1995年3月開工，1996年2月成形；上層的東行月台建在地下21（69英尺）處，1995年10月開工，1996年11月成形。
由於第二座售票大廳的構想在西敏站施工時就已經遭到揚棄，重點也因此轉移到現有大廳（橋街北側）的補強之上。通往該大廳的地下道經過了翻新和整修，以改善進出站乘客的步行環境。而原本穿越橋街下方、往南直通國會大廈的通道則在翻修之後，改劃為國會議員及公務員專用通道，用於聯絡下院議場和保得利大廈。地面通風井則設於西敏站兩端，一處位於車站東方的維多利亞堤道邊，另一處設於車站南方、大笨鐘西側的新宮場內，兩座通風井均與下方的地鐵隧道連通。

#### 周邊防護措施

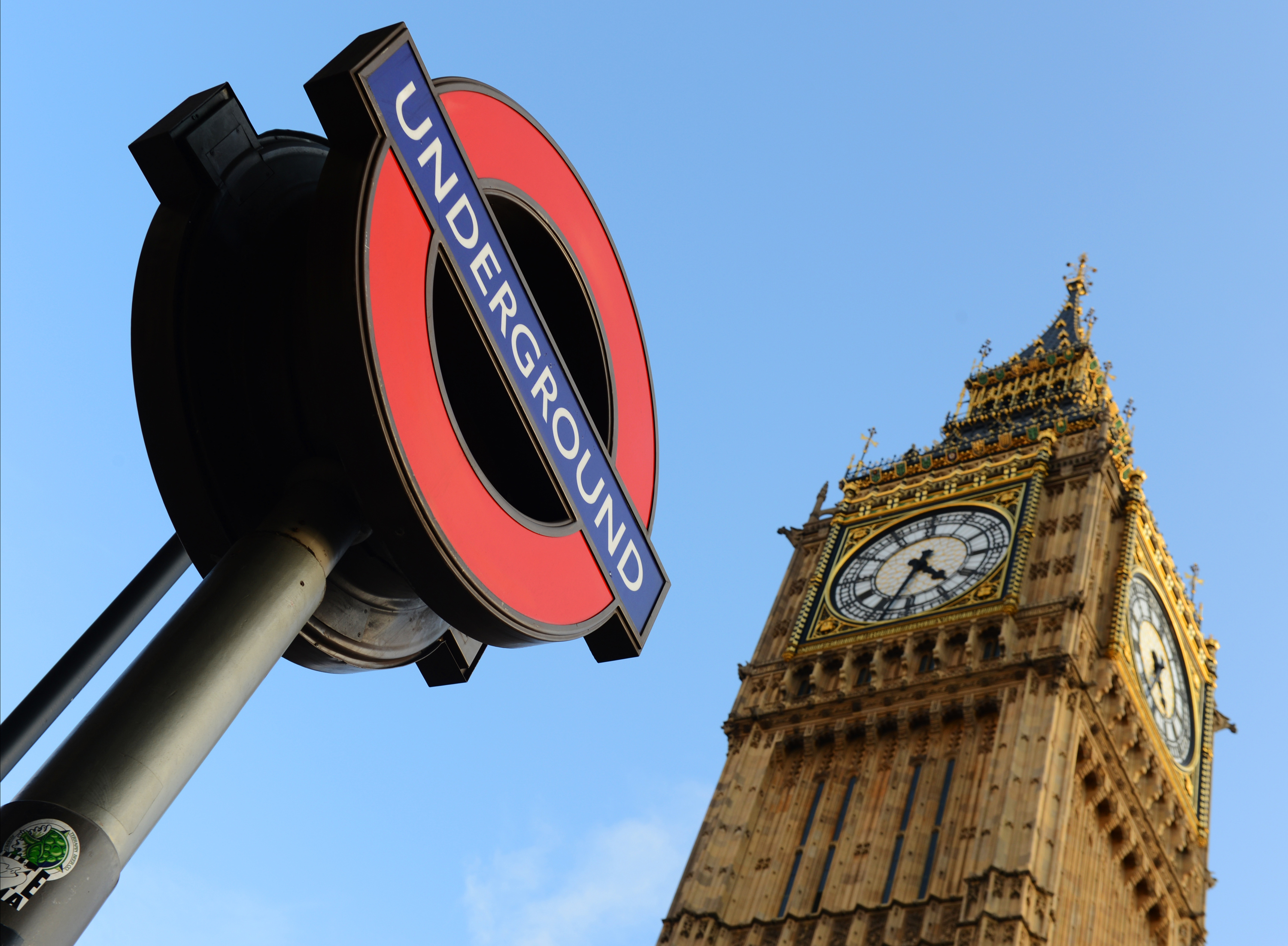
鄰近西敏站的大笨鐘。由於朱比利線站體週邊分布有許多此類的歷史性建築物，因此在施工期間動用了數項防護措施。

開挖工程的深度和兩條隧道的位置，不但對距離車站連續壁邊緣僅有34（112英尺）的大笨鐘增添了潛在的威脅因子，在隧道過河時也會對西敏橋的橋墩造成影響。與此同時，相關分析還顯示大笨鐘鐘塔在地鐵車站和隧道挖掘時，可能會朝向站區傾斜，連帶損及隔壁的國會廳舍。較詳細的後續研究則指出了更嚴重的情形，即地鐵開挖所伴隨的效應不僅有機會加劇位移規模，甚至導致長期性的下陷。
為了保護大笨鐘的建體、控制沉降尺度，地鐵興建單位採用了馬歇管灌漿工法（Tube-A-Manchette），將數根50（160英尺）長的鋼管水平安裝到厚度3（9.8英尺）、底面積15平方（160平方英尺）的塔樓地基下方，及朱比利線上層隧道的上方。接著，利用灌漿管控系統將水泥注入地底，對大笨鐘所在位置偵測出的沉陷予以扼制，並進行建物扶正。1996年1月至1997年9月間，與車站箱體、隧道挖鑿同時進行的灌漿共有22次。這樣的措施，將大笨鐘的位移限制到可接受的最大值——35（1.4英寸）以內。若是沒有這種灌漿程序，位移尺度至少會達到120（4.7英寸），足以讓鐘樓和國會大廈的結構產生龜裂。

#### 通車
朱比利線的列車於1999年11月20日起開始行經西敏站，但暫時採取過站不停的模式，新月台直到該年12月22日時才投入營運，並如延伸段上的其他車站一樣，設有月台幕門以防止空調流失及人員落軌。其餘站區改造完成後，讓全站的整體風格樸素從簡，混凝土製大型桁梁、圓柱、不鏽鋼製電扶梯及樓梯縱橫交錯，進出站和站內換乘的動線也實施了分流。
西敏站的設計贏得了許多獎項，包括在2000年及2002年時兩度獲得的市民信賴獎、皇家美術委員會的2000年度千禧建築獎，與皇家建築師協會的2001年建築獎。此外，西敏站與保得利大廈曾在2001年時，聯名入圍了久負盛名的皇家建築師協會獎項——史特靈獎的初選名單。

## 車站樓層
西敏站各樓層均於保得利大廈正下方興建，大廳位於最靠近街道的樓層，緊鄰下方的兩座淺層站體側式月台，西、東雙向月台分別編為1號月台和2號月台。淺層站體之下為電扶梯等設施所在的深層站體，兩座側式疊式月台則設在旁邊，當中東、西向月台分別位於上層和下層，前者編成3號月台，後者則為4號月台。以下為西敏站的車站樓層佈局：
| 大廳                             | 穿堂層 | 地面出入口、自動售票機、驗票閘門 |
| 淺層 月台                        | |                                  |
| 側式月台（東行），左側開門       | |                                  |
| 2號月台                          | → 區域線 往上敏斯特方向（堤岸站）→ 環線 往利物浦街車站、汉默史密斯方向（堤岸站）→                                 |                                  |
| 1號月台                          | ← 區域線 往里奇蒙／伊靈大道／溫布頓方向（聖詹姆士公園站） ← 環線 往維多利亞車站、埃奇韋爾路方向（聖詹姆士公園站） |                                  |
| 側式月台（西行），左側開門       | |                                  |
| 中間層                           | 連通道 | 電扶梯、電梯、樓梯               |
| 深層 月台                        | |                                  |
| 側式月台（上層；東行），左側開門 | |                                  |
| 3號月台                          | → 往斯特拉特福站方向（滑鐵盧站）→                                                                                 |                                  |
| 深層 月台                        | |                                  |
| 側式月台（下層；西行），右側開門 | |                                  |
| 4號月台                          | ← 往史丹摩方向（綠園站）                                                                                          |                                  |

## 服務狀況
本站是倫敦第1收費區所屬車站。列車班距會依時段而有所不同，但平均而言，區域線東行方向在早晨5時25分－深夜0時38分之間、西行方向在上午5時49分－深夜0時37分之間，約每2至6分鐘一班車；環線列車穿插在區域線列車其間，外環（順時針）方向在早晨5時49分－深夜0時24分之間、內環（逆時針）方向在上午5時36分－深夜0時19分之間，約每8到12分鐘一班車。在朱比利線上，早晨5時28分－深夜0時48分之間的東行列車、和早晨5時38分－深夜0時31分之間的西行列車，約每2至5分鐘一班。
倫敦巴士的3路、11路、12路、24路、53路、87路、88路、148路、159路、211路、453路和夜班巴士N2路、N3路、N11路、N44路、N52路、N87路、N109路、N136路、N155路及N381路均停靠西敏站外面的站牌。